# Rob van Barschot
Rob van Barschot dit Raido est un musicien néerlandais né en 1987 aux Pays-Bas, batteur et percussionniste au sein du groupe Omnia.

## Compléments